# Książ Wielkopolski
Książ Wielkopolski (niem. Xions) – miasto w woj. wielkopolskim, w powiecie śremskim, siedziba gminy miejsko-wiejskiej Książ Wielkopolski. W latach 1975–1998 miasto administracyjnie należało do woj. poznańskiego.
Miasto na pograniczu Kotliny Śremskiej i Wału Żerkowskiego, 15 km na wschód od Śremu. Przez Książ Wielkopolski przebiega droga wojewódzka nr 436 ze Śremu do Klęki
31 marca 2011 miasto liczyło 2783 mieszkańców.
Prywatne miasto szlacheckie lokowane w 1398 roku położone było w XVI wieku w województwie poznańskim.

## Demografia
Struktura demograficzna mieszkańców Książa Wielkopolskiego według danych z 31 grudnia 2008:

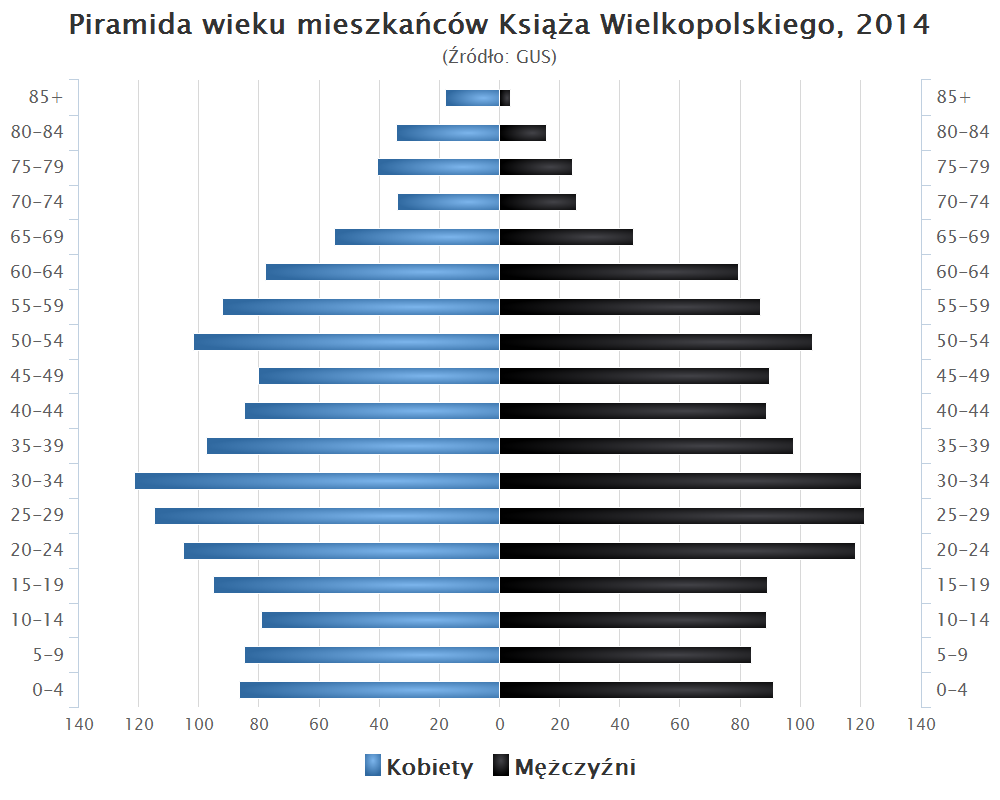
Piramida wieku mieszkańców Książa Wielkopolskiego w 2014 roku

| Opis                                | Ogółem | Ogółem | Kobiety | Kobiety | Mężczyźni | Mężczyźni |
| ----------------------------------- | ------ | ------ | ------- | ------- | --------- | --------- |
| Jednostka                           | osób   | %      | osób    | %       | osób      | %         |
| Populacja                           | 2724   | 100    | 1390    | 51,03   | 1334      | 48,97     |
| Wiek przedprodukcyjny (0–17 lat)    | 619    | 22,72  | 307     | 11,27   | 312       | 11,45     |
| Wiek produkcyjny (18–65 lat)        | 1810   | 66,45  | 882     | 32,38   | 928       | 34,07     |
| Wiek poprodukcyjny (powyżej 65 lat) | 295    | 10,83  | 201     | 7,38    | 94        | 3,45      |

## Historia
- 1193 – pierwsza wzmianka pochodząca z bulli papieża Celestyna III, wówczas wieś była w posiadaniu benedyktynów z Wrocławia;
- 1273 – Książ wymieniony jako siedziba kasztelanii (do 1452);
- 1298 – pierwsza wzmianka o kościele parafialnym;
- 1339 – osada własnością szlachecką, należała kolejno do: Księskich, Pogorzelskich, Trąmpczyńskich, Wyssogota-Zakrzewskich i Budziszewskich;
- przed 1416 (być może 1398 lub 1407) – otrzymanie praw miejskich;
- 1458 – w czasie wojny trzynastoletniej Książ wystawił 6 pieszych na odsiecz oblężonej polskiej załogi Zamku w Malborku[5].
- XVIII wiek – napływ ludności niemieckiej;
- 1749 – budowa kościoła ewangelickiego;
- 1793 – w wyniku II rozbioru Rzeczypospolitej Książ wszedł w skład Królestwa Prus;
- 1807-1815 – przynależność do Księstwa Warszawskiego;
- 1815 – Książ ponownie w granicach Królestwa Prus;
- 1817 – urodziny Heinricha Graetza (ur. jako Tzvi Hirsh Graetz), autora pierwszej syntetycznej, 11-tomowej historii Żydów od czasów biblijnych do czasów mu współczesnych.
- 1848, 29 kwietnia – bitwa pod Książem, klęska powstańców polskich z przeważającymi liczebnie wojskami pruskimi; pacyfikacja i zniszczenie części miasta przez oddziały pruskie;
- 1849, 29 kwietnia – nabożeństwo w 1. rocznicę bitwy za poległych powstańców oraz zabitych mieszkańców miasta, pochowanych w 3 mogiłach (obecnie pozostały tylko 2); zapoczątkowanie corocznych obchodów rocznicy bitwy, odbywających się do dziś;
- 1858 – pobyt we Włościejewkach Władysława Syrokomli inspiracją do napisania wiersza „Na mogile poległych w Książu”;
- 1872 – 49% mieszkańców miasta stanowią katolicy, 33% ewangelicy, 18% żydzi;
- 1895 – 13 grudnia urodził się Bolesław Krajewski, rotmistrz Wojska Polskiego, kawaler Orderu Virtuti Militari;
- 1906 – budowa linii kolejowej Śrem-Mieszków (Jarocin) ze stacją w Książu;
- 1919 – powrót do granic Polski; część ludności niemieckojęzycznej emigruje do Niemiec, udział ludności żydowskiej spada do 1,5%;
- 1920 – wydanie powieści Stach Wichura Macieja Wierzbińskiego, opowiadającej o bitwie pod Książem w 1848;
- 1939, 8 września – przejęcie władzy przez Niemców;
- 1939, 20 października – publiczna egzekucja 17 osób z Książa i okolic wykonywana przez Niemców;
- 1940 – zmiana nazwy miasta na Tiefenbach, a w 1943 r. na Schonz; wysiedlenie części ludności do Generalnego Gubernatorstwa;
- 1945, 23 stycznia – zajęcie miasta przez wojska radzieckie;
- 1999, 5 marca – uchwałą Nr V/45/99 Rady Miejskiej w Książu Wlkp. powstało gimnazjum
- 2005 – zamknięcie połączeń kolejowych przez Książ[6]

## Architektura

### Zabytki

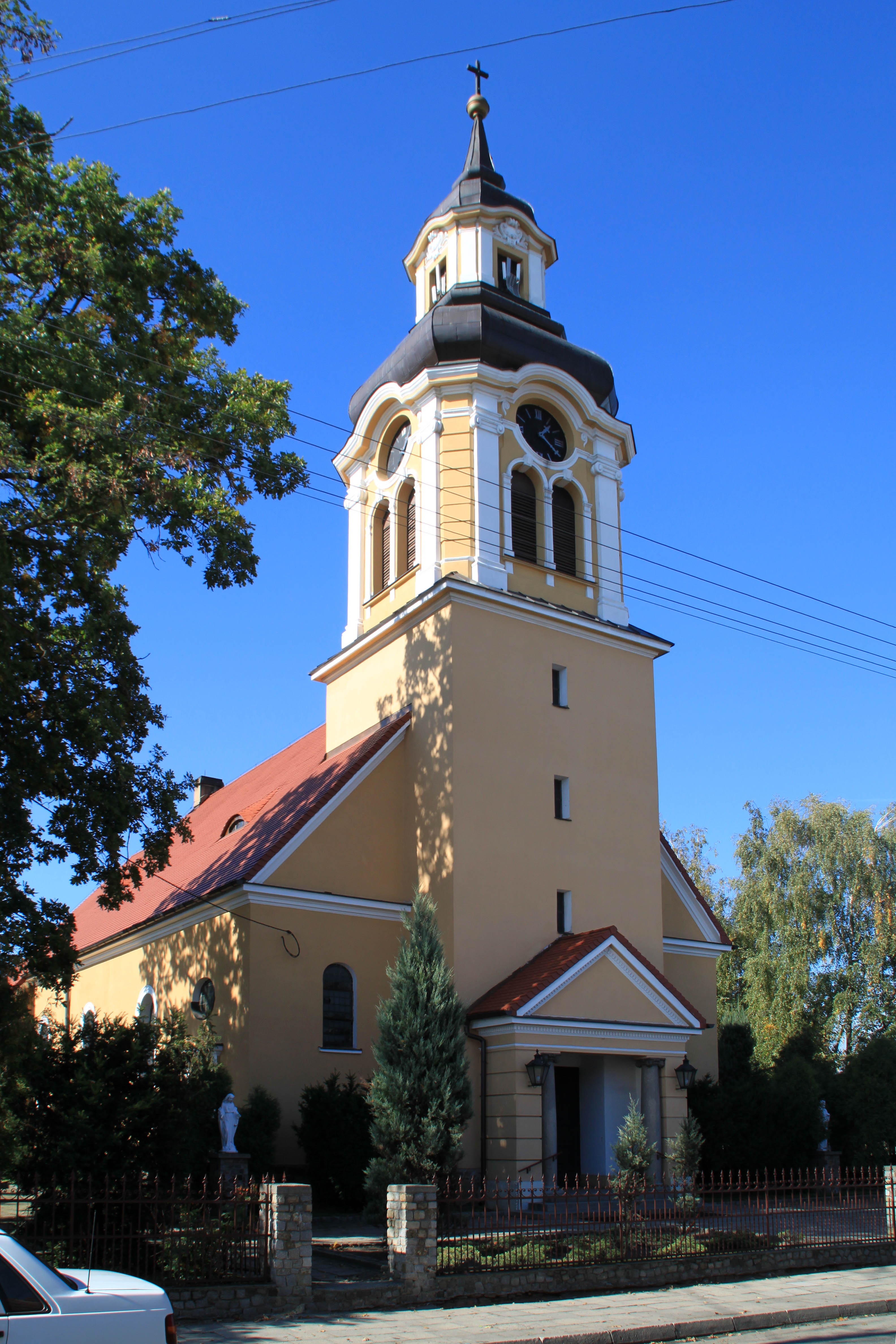
Poewangelicki Kościół św. Antoniego Padewskiego

Zabytkami miasta prawnie chronionymi są:
- Kościół parafialny Najświętszej Maryi Panny Wniebowziętej i św. Mikołaja – barokowy, z 1755, rozbudowany w latach 1948–1950. Wieżę dobudowano w 1981. Obecna trójnawowa świątynia z transeptem nawiązuje do pierwotnej formy Do wyposażenia kościoła należy obraz Matki Boskiej z Dzieciątkiem z połowy XVII wieku oraz chrzcielnica. W ołtarzu głównym znajduje się tryptyk z 1954 przedstawiającego w centrum figurę św. Mikołaja, a w skrzydłach sceny z życia świętego. Na jednym z filarów umieszczona jest tablica upamiętniająca poległych pod Książem w 1848. Sufit nawy pokryty jest plafonami: Matki Boskiej Wniebowziętej, Agnus Dei, Adoracja Ducha Świętego. Najstarszymi zabytkami kościoła są dwa dzwony z 1468 i 1509. Przed kościołem znajduje się figura św. Wawrzyńca z końca XIX wieku oraz plebania z 1847, rozbudowana w 1983[8].
- Kościół parafialny św. Antoniego Padewskiego – z 1914 z neobarokową wieżą i zegarem, do końca II wojny światowej był zborem ewangelickim[6].

### Inne obiekty
Innymi obiektami architektonicznymi o znaczeniu historycznym dla Książa Wielkopolskiego są:
- Plac Kosynierów – pełni funkcję rynku w mieście o wymiarach 90 × 80 m. Pierzeje stanowią kamienice mieszczańskie z przełomu XIX i XX wieku. Na rynku wznosił się ratusz, który uległ pożarowi w 1848. W centrum znajduje się pomnik – obelisk z 1945 upamiętniający pomordowanych w masowej egzekucji w 1939.
- Tablica poświęcona mjr. Florianowi Dąbrowskiemu z 1935 na ścianie budynku.
- Park z mogiłami w postaci kopców, w których pochowano powstańców z 1848. W centrum znajduje się Pomnik Kosynierów z 1948, projektu Kazimierza Bieńkowskiego oraz dwa inne pomniki wystawione w 150 i 160 rocznicę bitwy oraz Dąb Pamięci posadzony w 2008.
- Budynki folwarku z 1773.
- Pomniki poległych w 1848, żołnierzy pruskich oraz powstańców wielkopolskich i pomordowanych przez Niemców w 1939 na cmentarzu założonym w połowie XIX wieku.

## Transport
W mieście była stacja kolejowa Książ Wielkopolski.
Przez miasto przebiega droga wojewódzka nr 436, która łączy się z drogą krajową nr 11 w Klęce.
Przy wjeździe do Książa od strony Śremu znajduje się przystanek PKS, autobusami można pojechać m.in. do Błażejewa, Chwałkowa Kościelnego, Jarocina, Poznania i Śremu.
W Książu Wielkopolskim znajdują się skrzyżowania z drogami powiatowymi:
- nr 4079 do Zaborowa przez Kiełczynek;
- nr 4080 do Dolska przez Włościejewki i Trąbinek;
- nr 4081 do Zakrzewa;
- nr 4083 do Gogolewa przez Zakrzewice.

## Kultura i edukacja
W mieście funkcjonuje Centrum Kultury oraz Izba Regionalna znajdująca się w budynku Ochotniczej Straży Pożarnej. Centrum zajmuje się rozwijaniem życia kulturalnego wśród mieszkańców miasta. Wydarzeniem w kalendarzu imprez są Obchody Wiosny Ludów odbywające się w kwietniu, które stanowią upamiętnienie bitwy i mieszkańców miasta biorących udział w walkach podczas Wiosny Ludów w 1848, organizowane są m.in. rajdy rowerowe śladami wydarzeń z tamtego okresu.
W Książu znajduje się Szkoła Podstawowa im. Wiosny Ludów i przedszkole.